# Reijo Wilenius
Reijo Valfrid Wilenius, född den 22 april 1930 i Helsingfors, död där den 26 oktober 2019, var en finländsk filosof.
Wilenius blev politices doktor 1963. Han var 1953–1958 lärare vid olika läroinrättningar i Helsingfors och undervisade 1961–1974 vid Rudolf Steiner-skolan. Han var 1965–1972 tillförordnad professor i praktisk filosofi vid Helsingfors universitet och 1973–1992 professor i filosofi vid Jyväskylä universitet.
Wilenius publicerade ett flertal verk i politisk filosofi, bland annat om Francisco Suárez och om marxismen. Han författade dessutom arbeten om pedagogikens filosofi och om Rudolf Steiner. Hans arbete Kasvatuksen ehdot (1975) har även utkommit på svenska (Bildningens villkor, 1981). Han var aktivt engagerad inom den finländska antroposofiska rörelsen.